# Varsel
Et varsel er et tegn, der bebuder en begivenhed, der senere med stor eller usvigelig sikkerhed vil indtræffe. Troen på varsler hører under overtro, men udtrykket anvendes også i almindeligt sprog om tegn på ændringer i vejret eller andre ganske videnskabelige forhold. At kunne tyde varsler er et vigtigt element i al slags spådomskunst. I nogle tilfælde kan et varsel tages som en advarsel, og den truende ulykke kan derfor afværges.
Mange varsler bruges til at forudsige vejret, både vejret for de nærmeste par dage og vejret for resten af året. Varsler for de nærmeste varsler kan være bygget på erfaringer og behøver derfor ikke være helt ved siden af. Bestemte skyformationer, evt. når solen går ned, tolkes som varsler om kommende regn eller storm. Også rækkefølgen af træers løvspring eller pletter på fisk tolkes som varsel om årets vejr og den mulige høst.
Unge mennesker har brugt at tage varsler om kommende ægtefæller, enten blot det forhold, at de skulle giftes inden for det kommende år eller fremmane et billede af den kommende ægtefælle.
Varsler om en persons nært forestående død er meget udbredte. Det kan være sådan noget som at se ind gennem et vindue på en bestemt aften. De personer indenfor, der skulle dø i løbet af året, ville da være markeret med f.eks. et lys. Helhesten og liglammet, der antages at være genfærdet af dyr, der siges i gamle dage blev begravet levende ved indvielsen af en kirkegård, kunne opsøge de mennesker, der stod for at skulle dø. Disse væsener var særligt uhyggelige ved at mangle et ben.
Store begivenheder af betydning for et land, såsom krig eller regentens død, kunne ske ved tilsynekomsten af en komet, mærkværdigt farvede solnedgange, store meteorer og andre syner på himlen, såsom drager, sværd eller kæmpende krigere. Englands erobring i 1066 skal således være blevet varslet af Halleys komet samme år. Den kommende kejser Konstantin skal have set et tegn på himlen, der varslede hans sejr i slaget ved den milviske bro i 312; tegnet er senere udlagt som Kristi monogram XP eller et kors.
Etruskerne havde præster, der dyrkede spådomskunst ved at studere dyrs indvolde. De kaldtes haruspices af romerne. Andre, kaldet augurer, tog varsler bl.a. af fugles flugt. Hvor haruspices ikke blev officielle præster i Rom, blev augurerne en del af det officielle præsteskab. Der blev officielt taget varsler, auspicier, når nye konsuler skulle tiltræde deres embeder.
Mange, herunder romeren Cicero, var dog ikke overbeviste om spådommenes gyldighed og betragtede det som naragtig overtro.
Det er almindeligt at tolke drømme som varsler om kommende begivenheder. Et kendt eksempel er kong Nebukadnesar II's drøm om statuen på lerfødder, der blev tolket af profeten Daniel. Bøger om drømmetydning har i perioder været populære.
 Der er for få eller ingen kildehenvisninger i denne artikel, hvilket er et problem. Du kan hjælpe ved at angive troværdige kilder til de påstande, som fremføres i artiklen.